# Parada do Bispo
Parada do Bispo ist ein Ort und eine ehemalige Gemeinde (Freguesia) im portugiesischen Kreis Lamego. Die Gemeinde hatte 148 Einwohner (Stand 30. Juni 2011).
Am 29. September 2013 wurden die Gemeinden Parada do Bispo und Valdigem zur neuen Gemeinde União das Freguesias de Parada do Bispo e Valdigem zusammengeschlossen.